# Tom Muyters
Tom Muyters (* 5. Dezember 1984 in Tongern) ist ein belgischer Fußballspieler.

## Karriere
Muyters begann seine Profikarriere 2001 beim MVV Maastricht. Anschließend spielte er für diverse belgische und niederländische Vereine.
Im Januar 2017 wechselte er zum türkischen Zweitligisten Samsunspor. Im Juli 2017 verließ er diesen Klub dann vorzeitig.